# Hamish Peacock
Hamish Peacock (Hobart, 15 ottobre 1990) è un giavellottista australiano.

## Palmarès
| Anno | Manifestazione          | Sede           | Evento                 | Risultato | Prestazione | Note |
| ---- | ----------------------- | -------------- | ---------------------- | --------- | ----------- | ---- |
| 2007 | Mondiali allievi        | Ostrava        | Lancio del giavellotto | Argento   | 76,31 m     |      |
| 2008 | Mondiali juniores       | Bydgoszcz      | Lancio del giavellotto | 5º        | 74,44 m     |      |
| 2013 | Mondiali                | Mosca          | Lancio del giavellotto | 26º (q)   | 76,33 m     |      |
| 2014 | Giochi del Commonwealth | Glasgow        | Lancio del giavellotto | Bronzo    | 81,75 m     |      |
| 2015 | Mondiali                | Pechino        | Lancio del giavellotto | 18º (q)   | 79,37 m     |      |
| 2016 | Giochi olimpici         | Rio de Janeiro | Lancio del giavellotto | 25º (q)   | 77,91 m     |      |
| 2017 | Mondiali                | Londra         | Lancio del giavellotto | 14º (q)   | 82,46 m     |      |
| 2018 | Giochi del Commonwealth | Gold Coast     | Lancio del giavellotto | Argento   | 82,59 m     |      |
| 2022 | Oceaniani               | Mackay         | Lancio del giavellotto | Bronzo    | 74,91 m     |      |